# Kabelspoorweg Pfaffenthal-Kirchberg

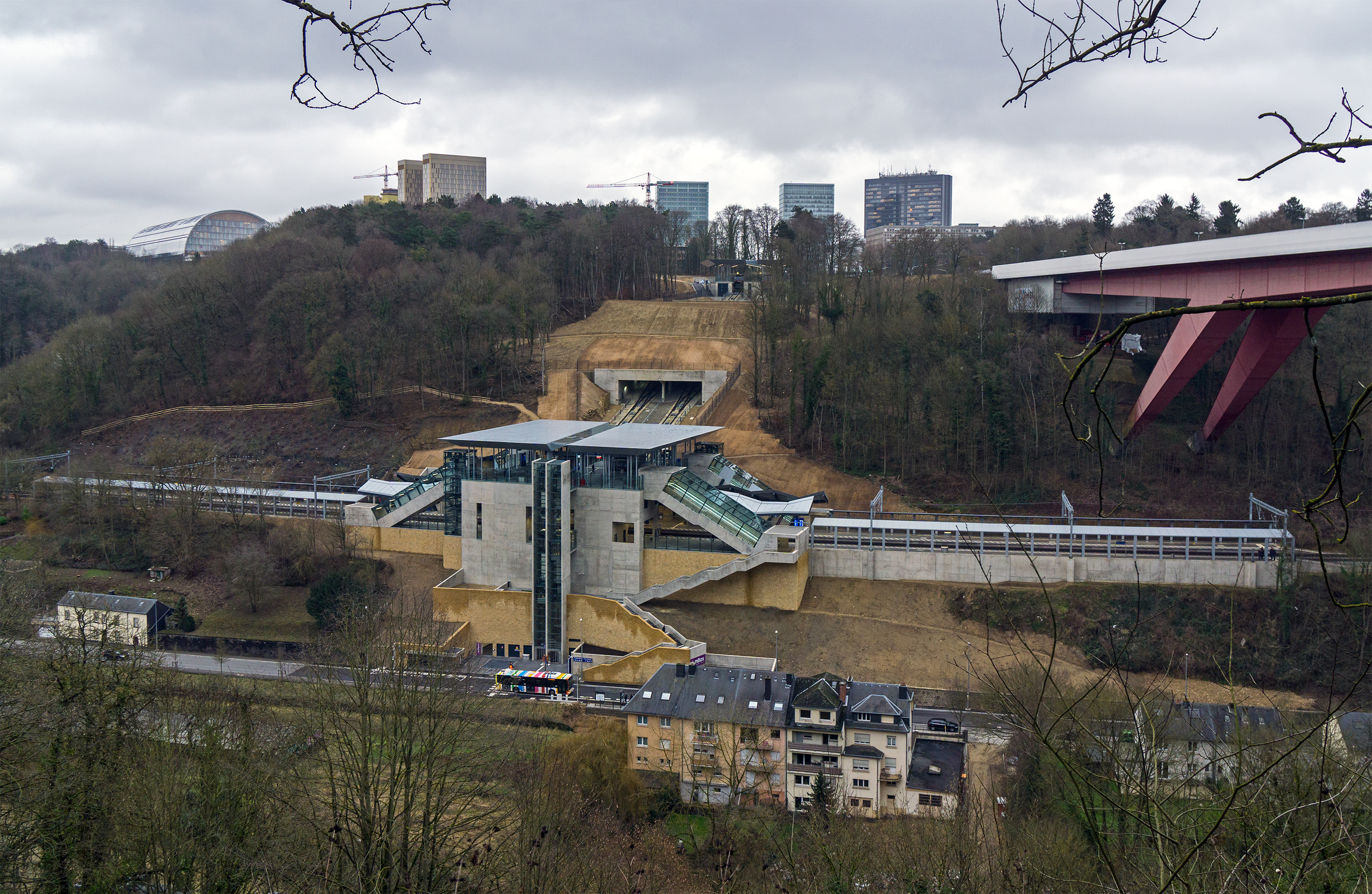
De kabelspoorweg in aanleg met het dalstation met verbinding met spoorstation en straatniveau en de Groothertogin Charlottebrug waarover de tramlijn loopt.

De Kabelspoorweg Pfaffenthal-Kirchberg (Frans: Funiculaire, Luxemburgs: Seelbunn, Duits: Standseilbahn) is een 200 m lange kabelspoorweg van de Société Nationale des Chemins de Fer Luxembourgeois (CFL) in de stad Luxemburg, hoofdstad van het Groothertogdom Luxemburg die het stadsdeel Pfaffenthal in de vallei van de Alzette verbindt met het hogergelegen plateau Kirchberg. De kabelspoorweg werd samen met het aangrenzende station en tramhalte op 10 december 2017 in gebruik genomen.
De kabelspoorweg is onderdeel van een versterking van het aanbod aan openbaar vervoer in de stad. Vanuit het bergstation van de kabelspoorweg is er aansluiting op tramlijn T1 bij de tramhalte Rout Bréck-Pafendall. Het dalstation is verbonden met CFL-spoorwegstation Pfaffenthal-Kirchberg bediend door de treindiensten op de spoorlijn Luxemburg - Troisvierges. 
Het project was onderdeel van een plan het aandeel van openbaar vervoer in de vervoersstromen in de stad tegen 2020 naar 25 % te brengen. Met het treinstation wordt het centraal station Luxemburg ontlast. Het verlaagt de reistijd voor de pendelaars die vanuit Ettelbruck en Esch-sur-Alzette naar de stad en de administratie van de Europese Unie (waaronder de Europese Investeringsbank) reizen gevoelig.
De kabelspoorweg overbrugt met een constante stijging van 197 ‰ een hoogteverschil van 39 m. De treintjes overbruggen met een maximale snelheid van 7 m/s of 25,2 km/h het 200 m lange traject (waarvan 67 m door een tunnel) in 63 seconden.
De kabelspoorweg bestaat uit twee parallelle, onafhankelijke kabelspoorwegen, elk met twee kabeltreinen die elkaars contragewicht zijn, die ontworpen en geproduceerd werden door de Oostenrijks-Zwitserse Doppelmayr/Garaventa Group. 
Met het oog op de hoge beschikbaarheid (98%) van het stadsvervoer werd het concept van twee parallelle systemen ontwikkeld. Alternatieven met liften en roltrappen werden afgewezen omwille van de hogere bedrijfs- en onderhoudskosten van deze oplossingen om eenzelfde capaciteit en beschikbaarheid, met toegang voor personen met beperkte mobiliteit, te bieden. De dubbele kabelspoorweg biedt vlotte doorstroming van mensen, korte wachttijden, redundantie, enz. Beide systemen kunnen worden bediend in volledig geautomatiseerde en gesynchroniseerde dienstregelingsmodus.
De dubbelsporige lijn is 200 m lang en heeft een spoorwijdte van 1800 mm. In het midden van elk van de twee routes is er een Abtse wissel. Met een constante helling van 19,7% overbrugt de spoorweg een hoogteverschil van ongeveer 39 m. Kort na het dalstation van Pfaffenthal zijn er twee met elkaar verbonden tunnels. De hele aanleg van de kabelspoorweg werd uitgevoerd met respect van het zicht vanuit en het zicht op de Vesting Luxemburg en het Fort Olisy, UNESCO werelderfgoed waarvan de culturele integriteit niet mocht verstoord worden. Na de aanleg, met verlies aan fauna op de helling, plantte CFL 2.200 jonge beuken op de helling.
Het dalstation en het treinstation bevinden zich in hetzelfde gebouw op twee niveaus. Het bergstation van Kirchberg en de halte van de nieuw gebouwde tram "Stater Tram" bevinden zich op hetzelfde niveau. De reistijd is 63 seconden, afhankelijk van het rijritme, en de kabeltreinen stoppen elk maximaal 105 seconden in de stations om reizigers uit en op te laten stappen. De maximale rijsnelheid per kabelbaansysteem is 7 m/s. Elk kabelbaansysteem kan 3.000 tot 3.600 personen per uur vervoeren, waarmee men met twee systemen in gebruik 6.000 tot 7.200 personen per uur kan transporteren. Tijdens spitsuren worden beide systemen gebruikt en is er gemiddeld één vertrekkende kabeltrein per station per minuut, tijdens de daluren wordt slechts een van beide kabelspoorwegen ingezet.
Langs het gehele traject werd de rails volledig elastisch bevestigd met het oog op minimale geluidsontwikkeling. De units voor de remhydraulica werden uitgerust met stille pompen en externe ventilatoren werden bewust vermeden in de motoren en transmissies.
Het gebruik is zoals alle openbaar vervoer in Luxemburg gratis. Als onderdeel van het openbaar vervoer in Luxemburg rijdt het dagelijks.
De totale kosten van de faciliteit (stationsgebouw, spoorwegstation Pfaffenthal-Kirchberg, kabelbaan en de tram Kirchberg) werden geschat op meer dan 96 miljoen euro. Deze kostenraming werd met ongeveer 20% onderboden.
In het eerste jaar dat de lijn in bedrijf was werden 1.500.000 passagiers vervoerd tussen het station van Pfaffenthal en het district Kirchberg met behulp van de twee kabelbaanfaciliteiten A en B. Gemiddeld – vanaf november 2018: 7500 passagiers op weekdagen, 2000 passagiers in het weekend.

## Spoortreinen
De vier spoortreinen werden vervaardigd door de firma CWA Constructions SA (CWA) en zijn met elkaar verbonden door een stalen trekkabel. De sleepkabel (diameter 30 mm) van elk systeem wordt bij het bergstation Kirchberg aangedreven en afgebogen. De faciliteit heeft geen contratouw vanwege de constante helling. De kabeltreinen worden versneld en afgeremd door de kabels. Om zich aan te passen aan de helling van de route, zijn de rijtuigen verhoogd naar de kant van het dalstation. De in totaal vier rijtuigen van de twee kabelbanen hebben elk een capaciteit van maximaal 168 personen.
De vier wagens zijn elk 11,8 m lang, 3,5 m breed en tussen 2,6 m (bergop) en 4,7 m (bergaf) hoog. Elke kabeltrein weegt leeg zo'n 18 ton. In een wagen zijn zestien zitplaatsen, de grote meerderheid van reizigers dient te blijven staan tijdens de rit.
Door het gekozen ontwerp van de wagens met een enkel niveau en rolstoeltoegankelijke toegangsplateaus zijn de kabeltreinen geschikt voor mensen met beperkte mobiliteit en bovendien handig voor fietsers.

## Aandrijftechniek
Bij normaal bedrijf is de lift volledig geautomatiseerd, bewaakt door de operator in het bergstation, elektrisch versneld en geremd. De aandrijving bestaat uit een frequentieomvormer, een driefasige asynchrone motor die in vierkwadrantbedrijf wordt bediend (links/rechts + motor-generator), blokversnellingsbak, noodaandrijving, aandrijving en tegenschijven.

## Galerij

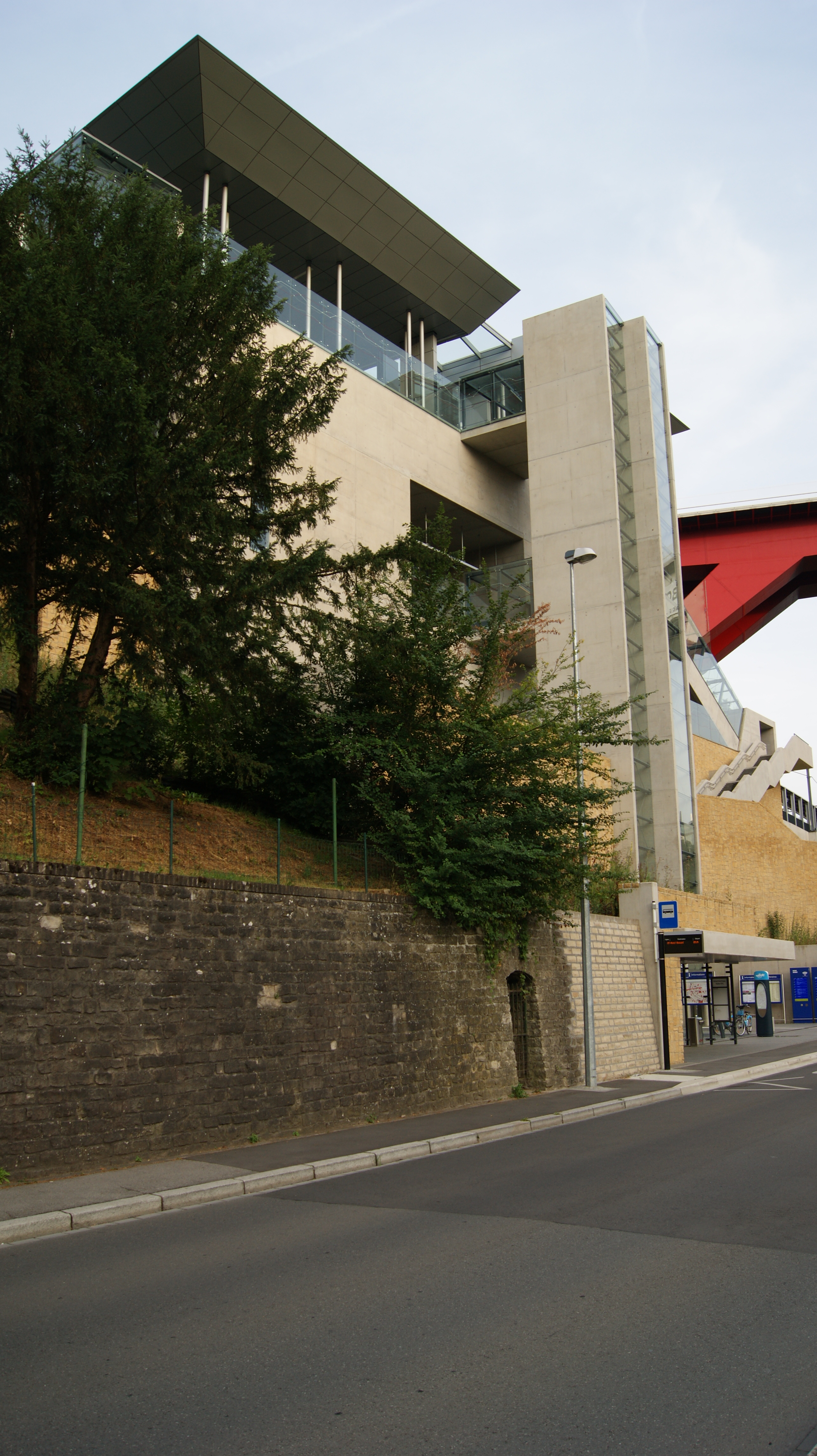
Toegang tot het dalstation
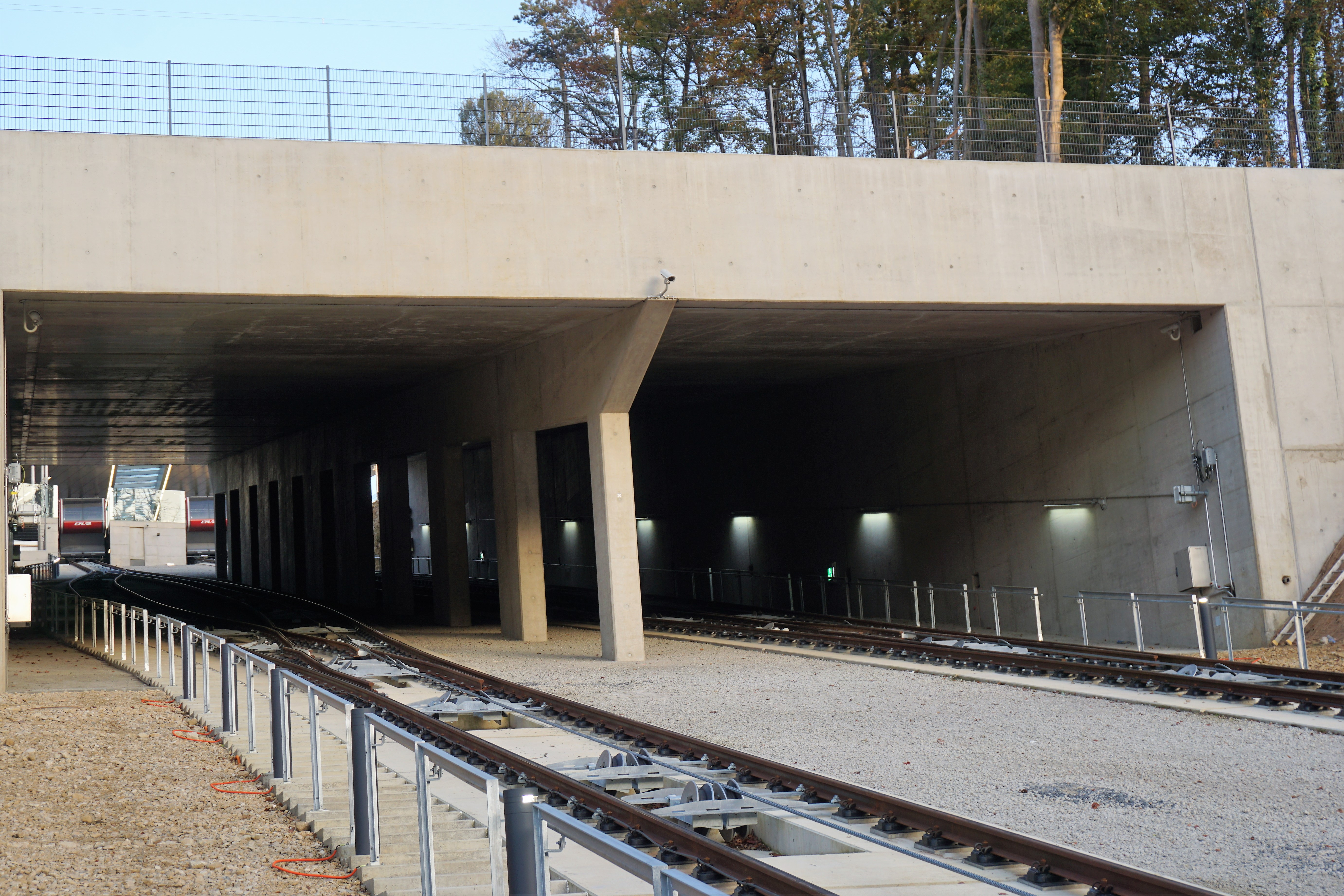
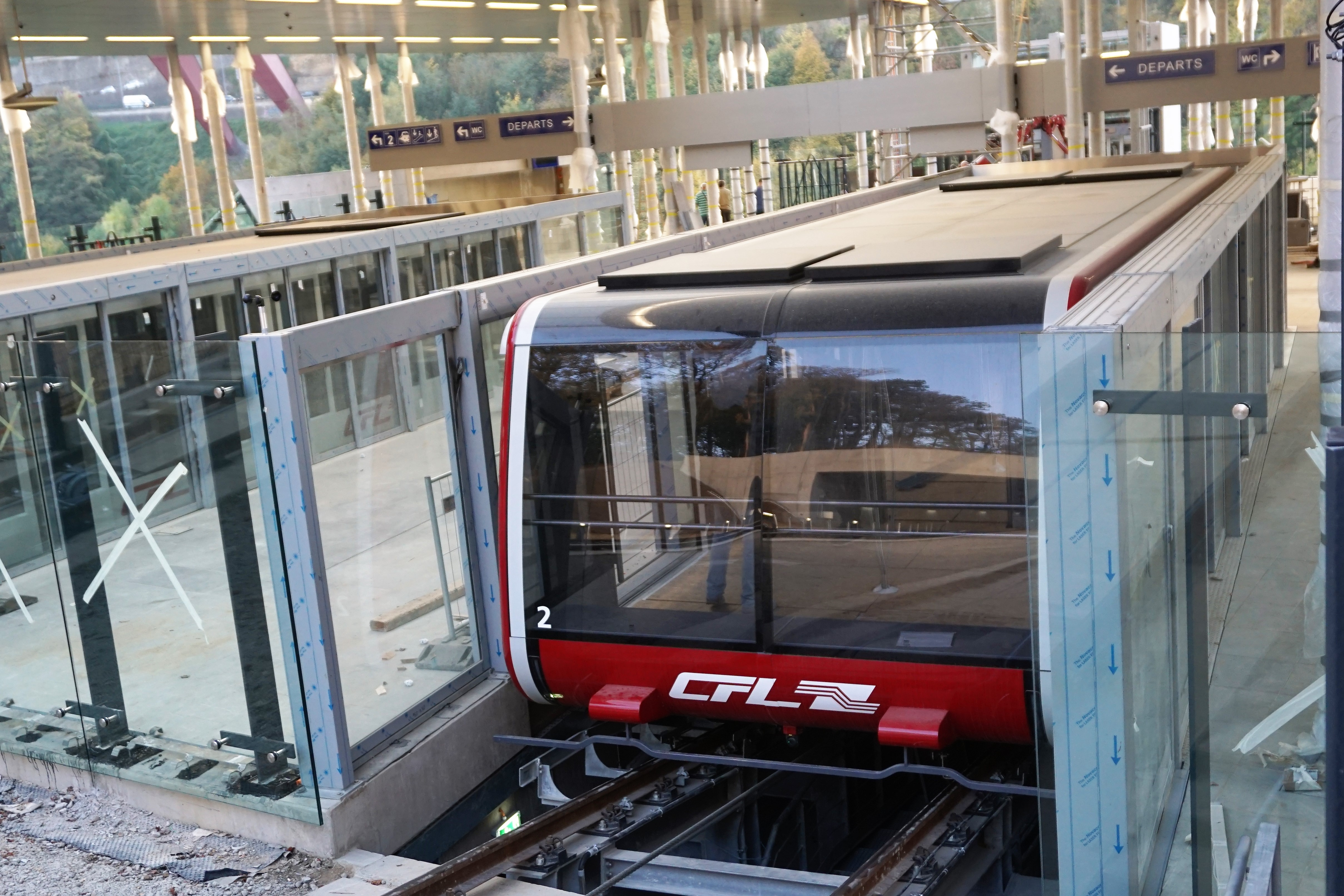
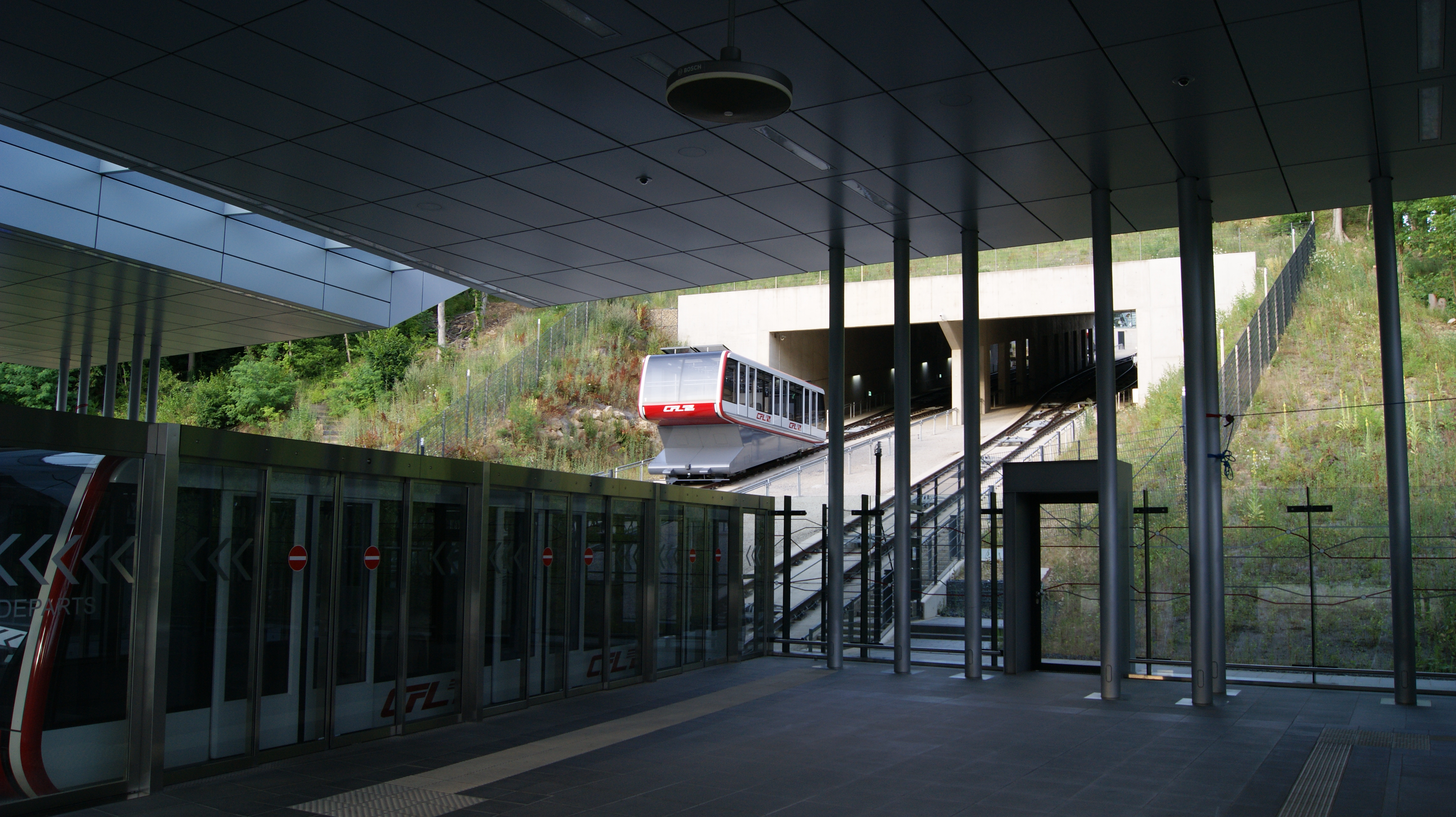
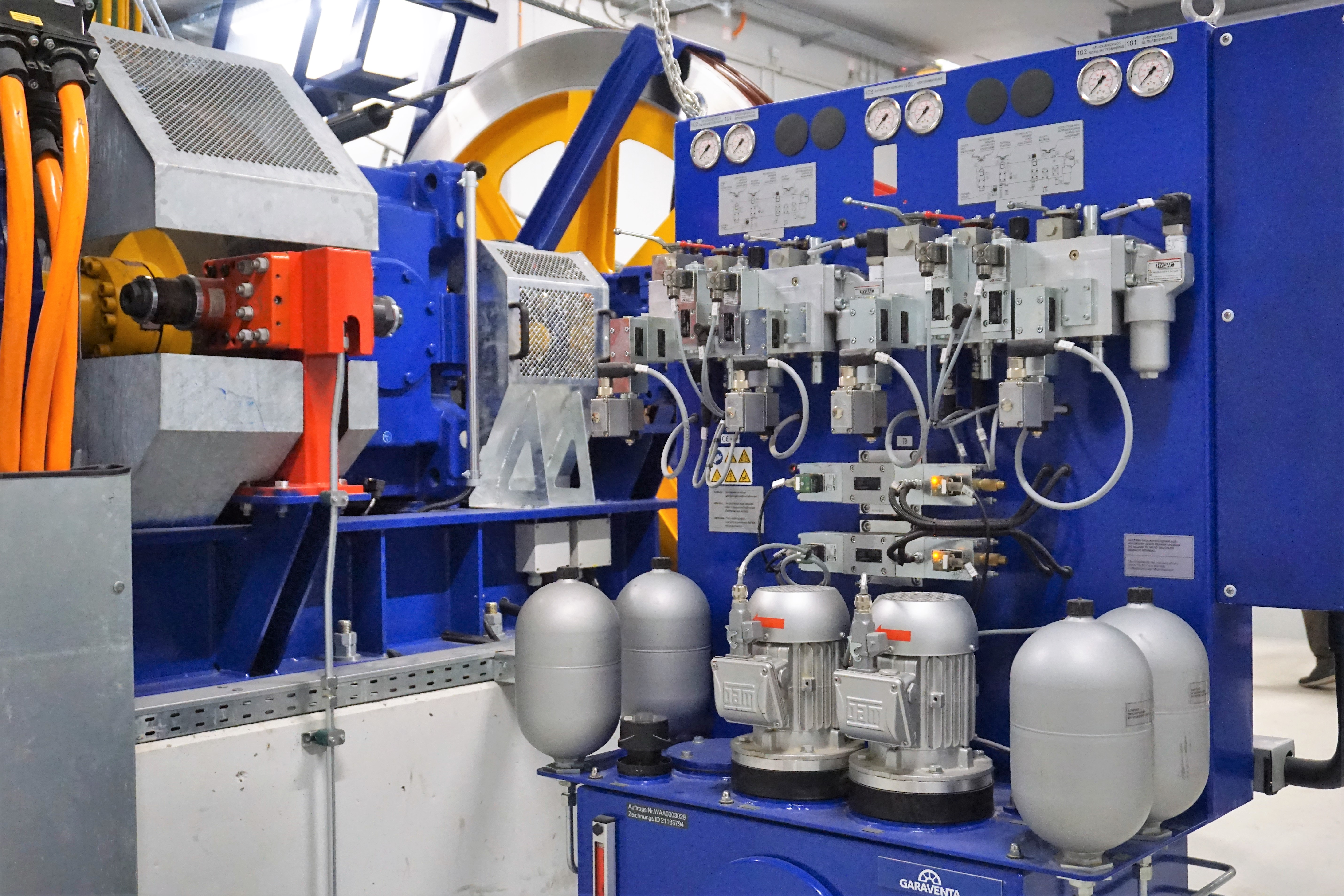